# Cynthia Longfield
Cynthia Longfield (16 de agosto de 1896 – 27 de junio de 1991) fue una experta en libélulas y una exploradora irlandesa. La llamaban "Madame Libélula" por su trabajo extenso. Tuvo una mente analítica y era apasionadamente cariñosa con las libélulas. Su área dominante de interés era la historia natural. Viajó extensamente y publicó Las Libélulas de las Islas Británicas en 1937. Trabajó como investigadora asociada en el Museo de Historia Natural, Londres. Cynthia fu experta en las libélulas en el museo, investigando particularmente las especies africanas.
Después de jubilarse del NHM regresó al Castillo Mary, la propiedad familiar, en Cloyne, Condado de Cork donde vivió hasta su muerte. Falleció el 27 de junio de 1991 y fue enterrada en la Iglesia de St. Coleman de Irlanda, cercano a su casa en Cloyne.

## Tareas
- 1914. Cuerpo de Servicio de Ejército real, conductora (1914-1916)[5]
- 1916. Trabajador de fábrica del avión (1916-1918)[5]
- 1924. St.Gorge Expedición, Ayudante Entomologist (unpaid)(1924-1925)[5]
- 1936. Estudios en africanos Odonata, con synonymy, y descripciones de subespecie y especie nuevas. Trans. R. ent. Soc. Londres 85(20): 467-498.

## Obra
- (1936)  Contribución à l'étude de la faune du Mozambique. Viaje de M.P. Lesne (1928-1929). 23e nota - Odonata. Memórias e Estudos Museu Zoológico da Universidade de Coimbra, 89: 1-2 . Insecta. C. Longfield.
- (1945) - El Odonata de Angola Del sur. Arquivos Museu Bocage, 16, Lisboa.
- (1955) - El Odonata de N. Angola. Publicações Culturais, Companhia de Diamantes de Angola (Diamang), Lisboa, 27: 11-63. Biologia. Entomologia. Angola.
- (1959) - El Odonata de N. Angola. Publicações Culturais, Companhia de Diamantes de Angola (Diamang), Lisboa, 45: 11-42. Entomologia. Angola.
- (1960) Libélulas Corbet, P.S., Longfield, C.N. Y Moore, N.W. Nuevo Naturalist Nº 41, Collins, Londres.

## Abreviatura (zoología)
La abreviatura Longfield  se emplea para indicar a Cynthia Longfield como autoridad en la descripción y taxonomía en zoología.